# Mina Lagunazo
La mina Lagunazo es un yacimiento minero situado en el municipio español de Alosno, en la provincia de Huelva, que a su vez forma parte de la cuenca minera de Tharsis-La Zarza. Explotadas sus reservas ya desde la Antigüedad, las actividades mineras alcanzarían su cénit durante la segunda mitad del siglo XIX bajo gestión de capital extranjeros. En la actualidad la mina se encuentra abandonada.
El yacimiento se encuentra situado a unos 6 kilómetros de la localidad de Tharsis y a 9 kilómetros del núcleo de Puebla de Guzmán.

## Historia
Hay evidencias de que Lagunazo ya fue explotada en la Antigüedad por los romanos a través de exploraciones subterráneas. Los estudios contemporáneos que se han realizado en los escoriales romanos de la zona indican que la plata y el cobre fueron los metales de mayor producción durante esta etapa. Con posterioridad el yacimiento se mantuvo inactivo a lo largo de varios siglos.
A mediados del siglo XIX se reinició la actividad de la mina. En 1853 el ingeniero francés Ernest Deligny realizó investigaciones en la zona y seis años más tarde se pondría en marcha la explotación del yacimiento. Sin embargo, el negocio no llegó a ser rentable y se optó por abandonar las actividades. En 1880 la Sociedad de Minas de Cobre del Alosno, de capital francés, se hizo con el control de Lagunazo y la puso nuevamente en explotación. Se puso en marcha la explotación a cielo abierto mediante el sistema de «cortas» y se levantaron diversas instalaciones industriales para el tratamiento de los minerales extraídos. En 1881 se construyó un ramal de 15 kilómetros de longitud que enlazaba el complejo de Lagunazo con el ferrocarril de Tharsis. Años más tarde el yacimiento pasó a manos de la Tharsis Sulphur and Copper Company Limited, que lo explotaría entre 1895 y 1902. Los trabajos cesaron debido a la baja ley del mineral y la poca rentabilidad económica que ofrecía.

## Patrimonio minero-industrial
La explotación minera contó con una serie de instalaciones de carácter industrial destinadas al tratamiento de los minerales como los canaleos, el embalse o el depósito de agua. También se levantó un poblado obrero, al que se denominó «Alosnito» para acoger a los trabajadores y sus familias. Sin embargo, el elemento más notorio del recinto lo constituye la Corta de Lagunazo, que se formó como resultado de la explotación a cielo abierto. Desde 2014 todo este conjunto patrimonial se encuentra incluido como Bien de Interés Cultural en el Catálogo General del Patrimonio Histórico Andaluz.